# Coble-kruip

Coble-kruip

Coble-kruip is een vorm van diffusiekruip in polykristallijne stoffen - stoffen die uit kleine kristallen zijn opgebouwd - die door diffusie van vacatures aan de korrelgrenzen verloopt. De kleine kristallen worden in de materiaalkunde korrels genoemd. Een differentiaalspanning leidt tot een stroom van deeltjes langs de korrelgrenzen naar de grensvlakken waar de kleinste drukspanning op staat. Door deze stroming van deeltjes deformeren de korrels.
Coble-kruip is naar Robert Coble (1928–1992) genoemd, een materiaalkundige uit de Verenigde Staten, die in 1963 als eerste over deze vorm van kruip publiceerde.

## Vervorming door coble-kruip
De snelheid van vervorming van een materiaal wordt bij coble-kruip gegeven met de formule:
{\displaystyle {\dot {\epsilon }}={\frac {\sigma }{d^{3}}}D_{\mathrm {C} }e^{-Q_{\text{Coble}}/RT}}
waarbij:
- {\displaystyle \sigma } de op het materiaal staande differentiaalspanning is
- {\displaystyle d} de gemiddelde korrelgrootte
- {\displaystyle D_{\mathrm {C} }} een constante voor coble-kruip is, deze is het product van de gemiddelde breedte van de korrelgrenzen, het activatievolume en de diffusieconstante
- {\displaystyle -Q_{\text{Coble}}} de activeringsenergie is voor coble-kruip
- {\displaystyle R} de gasconstante en
- {\displaystyle T} de temperatuur in kelvin

Dit betekent dat bij coble-kruip de snelheid van vervorming lineair afhankelijk is van de toegepaste differentiaalspanning. Hetzelfde geldt ook voor nabarro-herring-kruip. Het verschil tussen de twee mechanismen is de afhankelijkheid van de korrelgrootte. Bij coble-kruip is de snelheid van vervorming afhankelijk van de korrelgrootte tot de macht −3, bij nabarro-herring-kruip is dat tot de macht −2. Door monsters met verschillende korrelgroottes experimenteel onder spanning te brengen en de snelheid waarmee de deformatie plaatsvindt te meten kan worden bepaald welk mechanisme in een bepaald materiaal en onder bepaalde omstandigheden dominant is.